# Königsbrunn am Wagram
Königsbrunn am Wagram – gmina targowa w Austrii, w kraju związkowym Dolna Austria, w powiecie Tulln. Według danych Austriackiego Urzędu Statystycznego liczyła 1 346 mieszkańców (1 stycznia 2014).